# Luis Duque Gómez

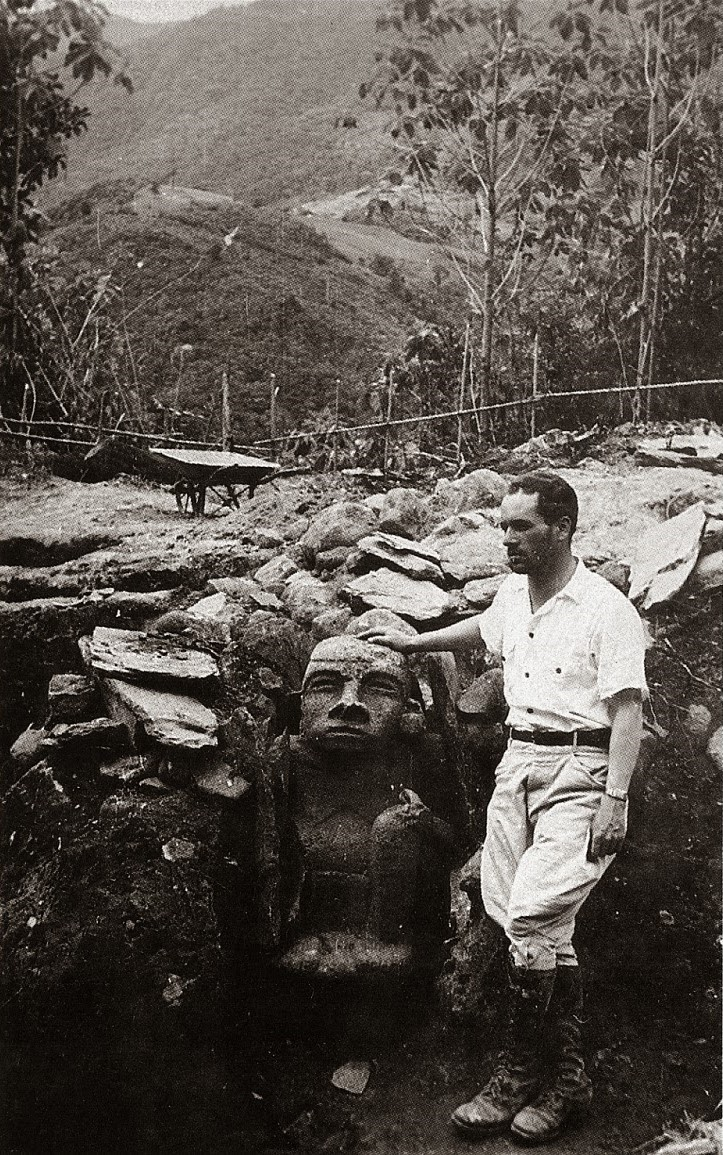
Luis Duque Gómez tijdens een opgraving op de archeologische vindplaats San Agustín

Luis Duque Gómez (Marinilla, 20 april 1916 - Santa Fe de Bogotá, 27 december 2000) was een Colombiaanse archeoloog die vooral bekend werd door zijn  studie van de San Agustín cultuur.
Luis Duque Gómez promoveerde in de sociale wetenschappen aan de Escuela Normal Superior, waar hij in 1941 was afgestudeerd. Een jaar later behaalde hij de titel van etnoloog. Sinds zijn studietijd was hij geïnteresseerd in archeologie. Hij had speciale aandacht voor het gebied van San Agustín in het departement Huila. Tussen 1943 en 1944 voerde hij opgravingen uit en ontdekte hij bijna honderd graven, talrijke beelden, keramiek, goud- en zilverstukken en andere elementen van de materiële cultuur van de volkeren die het gebied van San Agustín hadden bewoond.
In 1944 werd hij benoemd tot directeur van de archeologische dienst. In 1953 werd dit instituut samengevoegd met het Etnologisch Instituut, waaruit het Instituto Colombiano de Antropología ontstond, dat jarenlang onder zijn leiding stond.
Duque leverde een belangrijke bijdrage aan de organisatie en het beheer van het archeologische park in San Agustín, evenals aan onderzoek van de archeologie van de cultuur. 
In latere studies reconstrueerde hij de structuur van de kunstmatige heuvels en slaagde hij erin nieuwe kenmerken van de beeldhouwkunst, keramiek en goudwerk te ontdekken, wat hem ertoe bracht de religieuze taal die erin aanwezig was te ontcijferen. Samen met Julio César Cubillos schreef hij meerdere werken over opgravingen in San Agustín. In 1952 kreeg hij een Guggenheimbeurs om aan Harvard te studeren. Hij werd lid en in 1966 president van de Academia Colombiana de Historia. 

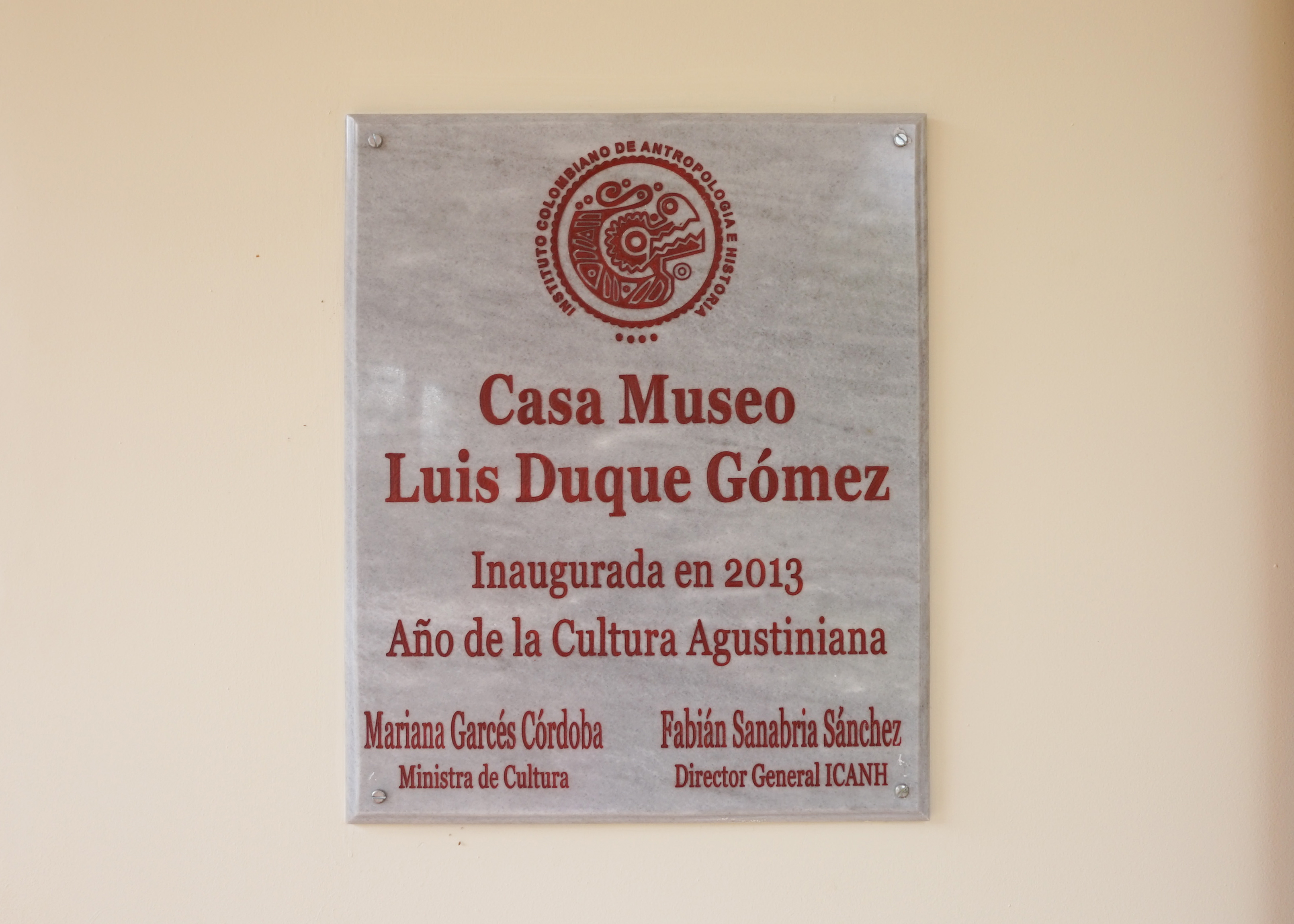
Het Luis Duque Gómez Museum, San Agustín Archaeological Park, Colombia

Duque was de eerste directeur van de Departamento de Antropología van de Universidad Nacional, en werd rector van die universiteit. 
Vanaf 1977 leidde hij het Museo del Oro en de Fundación de Investigaciones Arqueológicas Nacionales, van waaruit hij archeologisch onderzoek stimuleerde. 
De bevolking van San Agustín kende hem in 1994 de Orde van La Chaquira toe als eerbetoon aan zijn werk en toewijding. 

## Wetenswaardigheden
- In 2013 werd in het archeologische park San Agustín het museum naar hem vernoemd.
- De Fundación de Investigaciones Arqueológicas Nacionales (FIAN) heeft de Luis Duque Gómez Studiebeurs naar hem vernoemd.

- Bibsys: 90190975
- Biblioteca Nacional de España: XX1178507
- Bibliothèque nationale de France: cb119012777 (data)
- Gemeinsame Normdatei: 1056360186
- International Standard Name Identifier: 0000 0000 8115 1636
- Library of Congress Control Number: n80139171
- Nationale Bibliotheek van Letland: 000217546
- Nationale Bibliotheek van Tsjechië: xx0112582
- Nationale Bibliotheek van Israël: 987007377917405171
- Nederlandse Thesaurus van Auteursnamen: 136931472
- Système universitaire de documentation: 026845229
- Virtual International Authority File: 36917635
- WorldCat: E39PBJkxPdhPJW6DkcFvPHfcyd